# هنري ويليام راند
هنري ويليام راند (بالإنجليزية: Henry Hale Rand) هو شخصية أعمال أمريكي، ولد في 1909 في سانت لويس في الولايات المتحدة، وتوفي في 18 يناير 1962.